# Liste der Kulturdenkmäler in Hamburg-Bergstedt
Die Liste der Kulturdenkmäler in Hamburg-Bergstedt enthält die in der Denkmalliste ausgewiesenen Denkmäler auf dem Gebiet des Stadtteils Bergstedt der Freien und Hansestadt Hamburg.
Basis ist der Datensatz Denkmalliste Hamburg auf dem Transparenzportal Hamburg. Dieser enthält alle Objekte, die rechtskräftig nach dem Hamburger Denkmalschutzgesetz vom 5. April 2013 unter Denkmalschutz stehen (§ 6 Abs. 1 DSchG HA) oder zumindest zeitweise standen. Die Denkmalliste steht auch als PDF-Dokument zur Verfügung. Alle Denkmäler in Bergstedt, die schon nach dem Denkmalschutzgesetz vom 3. Dezember 1973, zuletzt geändert am 27. November 2007, unter Denkmalschutz standen, sind auch auf der Liste der Kulturdenkmäler im Hamburger Bezirk Wandsbek zu finden.

## Legende
- ID: Gibt die vom Denkmalschutzamt Hamburg vergebene Objekt-ID (Identifikationsnummer) des Kulturdenkmals an, (in Klammern gegebenenfalls die Denkmalnummer nach altem Denkmalschutzgesetz).
- Adresse: Nennt den Straßennamen und, wenn vorhanden, die Hausnummer des Kulturdenkmals. Die Grundsortierung der Liste erfolgt nach dieser Adresse.
- Art: Zeigt an, ob es ein Objekt („O“) oder ein Ensemble („E“) ist.
- Datierung: Gibt die Datierung an; das Jahr der Fertigstellung bzw. den Zeitraum der Errichtung.
- Ensemble: Gibt die Nummer des Ensembles an, zu der das Objekt gehört, bzw. bei Ensembles die Nummer des Ensembles selbst.

Hinweis: Die Grundsortierung der Liste erfolgt nach der Adresse und ist alternativ nach ID, Art (Objekt oder Ensemble), Typ, Datierung, Entwurf oder Kurzbeschreibung sortierbar.

| ID           | Adresse | Art | Typ                                                 | Kurzbeschreibung | Datierung                                          | Entwurf                                                 | Ensemble | Bild |
| ------------ | --- | --- | --------------------------------------------------- | --- | -------------------------------------------------- | ------------------------------------------------------- | -------- | --- |
| 31087        | Alte Mühle 31, 32, 33, 34, o.Nr., bei Nr. 34, südöstlich der Straße (Lage) | E   |                                                     | Alte Mühle Bergstedt |                                                    |                                                         | 31087    | weitere Bilder |
| 27090 (1518) | Alte Mühle 31 (Lage) | O   | Kate                                                | | 1800, um                                           |                                                         | 31087    | |
| 23320 (1518) | Alte Mühle 32 (Lage) | O   | Wohnhaus                                            | | 19. Jh., Mitte                                     |                                                         | 31087    | weitere Bilder |
| 27089 (1518) | Alte Mühle 34 (Lage) | O   | Mühlengebäude                                       | Alte Mühle Bergstedt | 1882 (Neubau)                                      |                                                         | 31087    | weitere Bilder |
| 27483        | Alte Mühle bei Nr. 34 (Lage) | O   | Wehr                                                | | 19. Jh., vermutl.                                  |                                                         | 31087    | |
| 23327        | Alte Mühle o.Nr. (Lage) | O   | Straße, Pflaster                                    | | 19. Jh., vermutl.                                  |                                                         | 31087    | |
| 23325        | Alte Mühle südöstlich der Straße (Lage) | O   | Mühlenteich                                         | | 16. Jh., ab                                        |                                                         | 31087    | |
| 31086 (967)  | Alte Schmiede 6, 8, 12, Bergstedter Chaussee 104, 129, 131, 133, 135, 137, 139, 141, 145, 146, Bergstedter Kirchenstraße 7, 9a, Bergstedter Markt 1, 3, 7, 8, 9, 11, 12, 13, 14, 15, 15b, o.Nr., bei Nr. 3, Bredeneschredder 2, Rodenbeker Straße 1, 13, o.Nr., Volksdorfer Damm 262, 268, 268a, 270, 271, 272, 274, Wohldorfer Damm 1, 1a, 2a, 2b, 3, 3a, 5, 8, 10, Ecke Volksdorfer Damm, östlich von Nr. 8, auf dem alten Friedhof, östlich der Kirche, Woold o.Nr., Bergstedter Ortskern, Bredeneschteich (Lage) | E   |                                                     | Ortskern Bergstedt |                                                    |                                                         | 31086    | [[Vorlage:Bilderwunsch/code!/C:53.67032,10.12459!/D:Alte Schmiede 6, 8, 12, Bergstedter Chaussee 104, 129, 131, 133, 135, 137, 139, 141, 145, 146, Bergstedter Kirchenstraße 7, 9a, Bergstedter Markt 1, 3, 7, 8, 9, 11, 12, 13, 14, 15, 15b, o.Nr., bei Nr. 3, Bredeneschredder 2, Rodenbeker Straße 1, 13, o.Nr., Volksdorfer Damm 262, 268, 268a, 270, 271, 272, 274, Wohldorfer Damm 1, 1a, 2a, 2b, 3, 3a, 5, 8, 10, Ecke Volksdorfer Damm, östlich von Nr. 8, auf dem alten Friedhof, östlich der Kirche, Woold o.Nr., Bergstedter Ortskern, Bredeneschteich!/\|BW]] |
| 27115        | Alte Schmiede 6 (Lage) | O   | Schmiede                                            | | 1938                                               |                                                         | 31086    | |
| 27101        | Alte Schmiede 8 (Lage) | O   | Gebäude                                             | | 1970                                               |                                                         | 31086    | |
| 27109        | Alte Schmiede 12 (Lage) | O   | Wohnhaus                                            | | 1890, um                                           |                                                         | 31086    | |
| 29707        | Bergstedter Alte Landstraße 16 (Lage) | O   | Gasthausgebäude                                     | Bergstedter Alte Landstraße 16, Haupt- und Nebengebäude | 1906                                               |                                                         |          | |
| 27105        | Bergstedter Chaussee 104 (Lage) | O   | Gebäude                                             | | 2000, um                                           |                                                         | 31086    | |
| 22437        | Bergstedter Chaussee 129 (Lage) | O   | Gebäude                                             | | 20. Jh., 4. Viertel (Nachfolgebauten)              |                                                         | 31086    | BW |
| 24736        | Bergstedter Chaussee 131 (Lage) | O   | Gebäude                                             | | 20. Jh. (Nachfolgebauten)                          |                                                         | 31086    | BW |
| 24737        | Bergstedter Chaussee 133 (Lage) | O   | Gebäude                                             | | 20. Jh. (Nachfolgebauten)                          |                                                         | 31086    | BW |
| 24275        | Bergstedter Chaussee 135 (Lage) | O   | Gebäude                                             | | 20. Jh. (Nachfolgebauten)                          |                                                         | 31086    | BW |
| 24735        | Bergstedter Chaussee 137 (Lage) | O   | Gebäude                                             | | 20. Jh. (Nachfolgebauten)                          |                                                         | 31086    | BW |
| 24734        | Bergstedter Chaussee 139 (Lage) | O   | Gebäude                                             | | 20. Jh. (Nachfolgebauten)                          |                                                         | 31086    | BW |
| 27086        | Bergstedter Chaussee 141 (Lage) | O   | Kate                                                | | 19. Jh., jetzt roter Backstein                     |                                                         | 31086    | weitere Bilder |
| 27094        | Bergstedter Chaussee 145 (Lage) | O   | Wohnhaus                                            | | 19. Jh., Ende                                      |                                                         | 31086    | |
| 27095        | Bergstedter Chaussee 146 (Lage) | O   | Gebäude                                             | | 20. Jh., 2. Hälfte                                 |                                                         | 31086    | |
| 27088 (957)  | Bergstedter Chaussee 203 (Lage) | O   | Armenhaus                                           | Armenhaus, ehem. | 1882                                               |                                                         |          | |
| 27093 (500)  | Bergstedter Chaussee nördlich von Nr. 251 (Lage) | O   | Grenzstein                                          | | 1805, nach                                         |                                                         |          | weitere Bilder |
| 23319 (500)  | Bergstedter Chaussee vor Nr. 251 (Lage) | O   | Grenzstein                                          | Grenzstein 128A | 1805, nach (vermutl.)                              |                                                         |          | |
| 22436        | Bergstedter Kirchenstraße 7 (Lage) | O   | Pastorat                                            | | 1796. Nachfolgebau                                 |                                                         | 31086    | BW |
| 27104        | Bergstedter Kirchenstraße 9a (Lage) | O   | Gebäude                                             | | 1968, vermutl., Neubau 2015                        |                                                         | 31086    | BW |
| 27112        | Bergstedter Markt 1 (Lage) | O   | Hofanlage                                           | Siemersscher Hof | 1935                                               |                                                         | 31086    | weitere Bilder |
| 27103 (558)  | Bergstedter Markt 3 (Lage) | O   | Hofanlage                                           | Krämerscher Hof | 1900, um                                           |                                                         | 31086    | |
| 24276        | Bergstedter Markt bei Nr. 3 (Lage) | O   | Feuerwehrhaus                                       | | 1920, um                                           |                                                         | 31086    | weitere Bilder |
| 27113        | Bergstedter Markt 7 (Lage) | O   | Hofanlage                                           | Krachtscher Hof | 1910, um                                           |                                                         | 31086    | weitere Bilder |
| 27079        | Bergstedter Markt 8 (Lage) | O   | Gebäude                                             | | 1952                                               | Schipper                                                | 31086    | weitere Bilder |
| 27077        | Bergstedter Markt 9 (Lage) | O   | Gebäude                                             | | 18. Jh.; 1956                                      |                                                         | 31086    | |
| 27114        | Bergstedter Markt 11 (Lage) | O   | Gebäude                                             | Abriss 2016, Neubau siehe Diskussions-Seite | 20. Jh., Anfang                                    |                                                         | 31086    | |
| 27085        | Bergstedter Markt 12 (Lage) | O   | Gebäude                                             | | 1937                                               |                                                         | 31086    | |
| 27116        | Bergstedter Markt 13 (Lage) | O   | Gebäude                                             | | 1935                                               |                                                         | 31086    | |
| 27108        | Bergstedter Markt 14 (Lage) | O   | Gebäude                                             | hintere Bebauung bei Nr. 13 (Gelbklinker) | 20. Jh.                                            |                                                         | 31086    | BW |
| 22430        | Bergstedter Markt 15 (Lage) | O   | Wohn- und Geschäftshaus                             | | 1920er Jahre, vermutl.                             |                                                         | 31086    | |
| 22432        | Bergstedter Markt 15b (Lage) | O   | Gebäude                                             | jetzt: Büro-Neubau | 1920er Jahre, vermutl.                             |                                                         | 31086    | BW |
| 23321        | Bergstedter Markt o.Nr. (Lage) | O   | Denkmal                                             | Denkmal für die Völkerschlacht bei Leipzig | 1913                                               |                                                         | 31086    | |
| 24277        | Bergstedter Markt o.Nr. (Lage) | O   | Grünfläche                                          | | nicht ermittelbar                                  |                                                         | 31086    | weitere Bilder |
| 27078        | Bergstedter Ortskern | O   | Ortskern                                            | | 19. Jh., ab                                        |                                                         | 31086    | |
| 27110        | Bredeneschredder 2 (Lage) | O   | Wohnhaus                                            | | 1935 (vermutl.)                                    |                                                         | 31086    | |
| 22433        | Bredeneschteich | O   | Teich                                               | |                                                    |                                                         | 31086    | |
| 27091 (911)  | Hohenbergstedt 21 (Lage) | O   | Wohnhaus                                            | Landhaus Mahr | 1911/1912                                          | Distel & Grubitz (Distel, Hermann/Grubitz, August)      |          | |
| 23324        | Iloh neben Nr. 1 a (Lage) | O   | Kriegerdenkmal (Kriegerdenkmal 1870/71, u. a.)      | Kriegerdenkmal 1870/71 und Denkmal für die Erhebung Schleswig-Holsteins | 1900, um                                           |                                                         |          | weitere Bilder |
| 27092        | Rodenbeker Straße o.Nr. (Lage) | O   | Straße, Pflaster                                    | | 19. Jh., vermutl.                                  |                                                         | 31086    | |
| 27111        | Rodenbeker Straße 1 (Lage) | O   | Wohn- und Geschäftshaus                             | | 1900, um                                           |                                                         | 31086    | |
| 27080        | Rodenbeker Straße 13 (Lage) | O   | Wohn- und Geschäftshaus                             | | 1900, um                                           |                                                         | 31086    | |
| 23326        | Rodenbeker Straße 126 (Lage) | O   | Gaststätte                                          | | 1850/1910                                          |                                                         |          | |
| 27076        | Volksdorfer Damm 261 (Lage) | O   | Friedhofskapelle                                    | | 1911                                               |                                                         |          | weitere Bilder |
| 29706 (1156) | Volksdorfer Damm 261 (Lage) | O   | Grabmale                                            | Grabstätten auf dem Friedhof Bergstedt, Volksdorfer Damm 261, Grabstätte Henneberg, Grabstätte und Mausoleum Beisser, Grabstätte Schiefler und der Diakonissen-Mutterhaus-Grabstätte | 1899 (Henneberg); 1926 (Beisser); 1935 (Schiefler) |                                                         |          | weitere Bilder |
| 27102        | Volksdorfer Damm 262 (Lage) | O   | Kate                                                | | 1850, um                                           |                                                         | 31086    | |
| 27084        | Volksdorfer Damm 268 (Lage) | O   | Gebäude                                             | | 20. Jh.                                            |                                                         | 31086    | |
| 27098        | Volksdorfer Damm 268a (Lage) | O   | Gebäude                                             | | 20. Jh.                                            |                                                         | 31086    | |
| 27099        | Volksdorfer Damm 270 (Lage) | O   | Wohn- und Geschäftshaus                             | | 1955                                               |                                                         | 31086    | |
| 27087 (694)  | Volksdorfer Damm 271 (Lage) | O   | Wohn- und Geschäftshaus                             | | 1900, um                                           |                                                         | 31086    | |
| 27097        | Volksdorfer Damm 272 (Lage) | O   | Gebäude                                             | | 1964                                               |                                                         | 31086    | |
| 27096        | Volksdorfer Damm 274 (Lage) | O   | Gebäude                                             | | 1900, um                                           |                                                         | 31086    | |
| 23318        | Volksdorfer Damm neben der Straße (Lage) | O   | Grenzstein                                          | | 1935                                               |                                                         |          | |
| 22431        | Wohldorfer Damm 1 (Lage) | O   | Gebäude                                             | Abriss Februar 2016, siehe Diskussions-Seite | 1936                                               |                                                         | 31086    | |
| 22434        | Wohldorfer Damm 1a (Lage) | O   | Gebäude                                             | Abriss Februar 2016, siehe Diskussions-Seite | 1948                                               |                                                         | 31086    | |
| 27107        | Wohldorfer Damm 2a, 2b (Lage) | O   | Gebäude                                             | jetzt: Neubau-Supermarkt | 1900, um                                           |                                                         | 31086    | BW |
| 27106        | Wohldorfer Damm 3 (Lage) | O   | Gebäude                                             | | 20. Jh.                                            |                                                         | 31086    | |
| 27083        | Wohldorfer Damm 3a (Lage) | O   | Gebäude                                             | jetzt Freifläche neben Nr. 3 mit Zugang zu hinterer Bebauung | 20. Jh., 2. Hälfte                                 |                                                         | 31086    | BW |
| 22435        | Wohldorfer Damm 5 (Lage) | O   | Gebäude                                             | | 1900, um                                           |                                                         | 31086    | |
| 27081 (192)  | Wohldorfer Damm 8 (Lage) | O   | Kirchengebäude                                      | Kirche Bergstedt | 1200, um; 1745/50 (Erweiterung); 1952 (Erneuerung) | Carstens, Jasper (1745/50); Grundmann, Friedhelm (1952) | 31086    | weitere Bilder |
| 23323        | Wohldorfer Damm östlich von Nr. 8, auf dem alten Friedhof, östlich der Kirche (Lage) | O   | Kriegerdenkmal (Kriegerdenkmal 1914/18 und 1939/45) | | 20. Jh (erste Hälfte), vermutl.                    | Klupp, Wilhelm                                          | 31086    | |
| 27082        | Wohldorfer Damm 10 (Lage) | O   | Wohngebäude/Gasthaus                                | | 1900, um                                           |                                                         | 31086    | |
| 23322        | Wohldorfer Damm Ecke Volksdorfer Damm (Lage) | O   | Denkmal                                             | Denkmal für die Erhebung Schleswig-Holsteins | 19. Jh., Ende                                      |                                                         | 31086    | |
| 27100        | Woold o.Nr. (Lage) | O   | Grünfläche                                          | | 17.–20. Jh.                                        |                                                         | 31086    | weitere Bilder |